# Manuel Sobrinho Simões
Manuel Alberto Coimbra Sobrinho Simões GCSE • GCIH (Porto, Cedofeita, 8 de setembro de 1947) é um médico e investigador português.

## Biografia

### Infância, adolescência e educação
Mais velho dos quatro filhos de Manuel Sobrinho Rodrigues Simões, médico, professor e investigador na área de Bioquímica da Universidade do Porto, natural de Arouca, e de sua mulher Maria Alexandrina Martins Coimbra, natural do Bombarral (neto do médico e investigador Manuel Rodrigues Simões Júnior, natural de Arouca, e de sua mulher Maria Luísa de Figueiredo Sobrinho, natural de Arouca, da Casa do Agualva, bisneto do médico Manuel Rodrigues Simões, natural da Anadia, radicado em Arouca). Foi inicialmente registado com os apelidos 'Coimbra Rodrigues Simões'.
Frequentou o Liceu Alexandre Herculano entre 1957 e 1964, tendo terminado o curso com uma média de 18 valores, que lhe valeu o Prémio Nacional e o Prémio do "Rotary Club do Porto". Matriculou-se no curso de Medicina na Faculdade de Medicina da Universidade do Porto em 1964, onde foi aluno do Professor Daniel Serrão, que lhe despertou o interesse pela Patologia. Durante o curso, recebeu prémios do Rotary Club do Porto, da Fundação Engenheiro António de Almeida, Prof. Dr. Luís de Pina e Boehringer Ingelheim. Acabou o curso em 1971, licenciando-se com a classificação média de 19 valores. Especializou-se em anatomia patológica cinco anos depois, com a classificação de 20 valores. Doutorou-se em Patologia na Faculdade de Medicina da Universidade do Porto em 1979. Fez o pós-doutoramento em 1979/1980, no Instituto de Cancro da Noruega.
É professor catedrático de anatomia patológica na Faculdade de Medicina da Universidade do Porto e Chefe de Serviço no Hospital Universitário de São João desde 1988. Atualmente, é diretor do IPATIMUP (Instituto de Patologia e Imunologia Molecular da Universidade do Porto).
Em 2015, foi eleito, pela revista britânica «The Patologist», como o patologista mais influente do mundo.
Recebeu, ao longo da sua carreira, diversos prémios nacionais e internacionais. Destaca-se o Prémio Bordalo de 1996, atribuído ao seu Grupo de Investigação, o Prémio Seiva e o Prémio Pessoa, ambos em 2002.
Declarou em entrevista na televisão ser favorável ao aborto, uma vez que, de acordo com o ele, essas liberdades, quando conquistadas, não se voltam a perder.

### Condecorações[4][5]
- Grã-Cruz da Ordem do Infante D. Henrique de Portugal (4 de outubro de 2004)
- Comendador da Ordem do Mérito Real da Noruega (25 de setembro de 2009)
- Grã-Cruz da Antiga, Nobilíssima e Esclarecida Ordem Militar de Sant'Iago da Espada, do Mérito Científico, Literário e Artístico de Portugal (5 de dezembro de 2017)

## Casamento e descendência
Casou a 31 de maio de 1972 com Maria Augusta da Cunha Areias, médica, da qual teve três filhos: Manuel, João e Joana.